# Seybold-Mehlbeere
Die Seybold-Mehlbeere (Sorbus seyboldiana S. Hammel & Haynold) gehört zu den Bastard-Mehlbeeren (Sorbus latifolia (Lam.) Pers. agg.) aus der Pflanzengattung Mehlbeeren (Sorbus L.) innerhalb der Familie der Rosengewächse (Rosaceae). Sie ist wie die Badische Mehlbeere (Sorbus badensis Düll) oder Meyers Mehlbeere (Sorbus meyeri S. Hammel & Haynold) aus einer Hybridisierung der Tauber-Mehlbeere (Sorbus dubronensis N. MEY., FEULNER & T. C. G. RICH) mit der Elsbeere (Sorbus torminalis (L.) Crantz) entstanden. Als eine agamosperme Art pflanzt sie sich ungeschlechtlich fort.

## Beschreibung

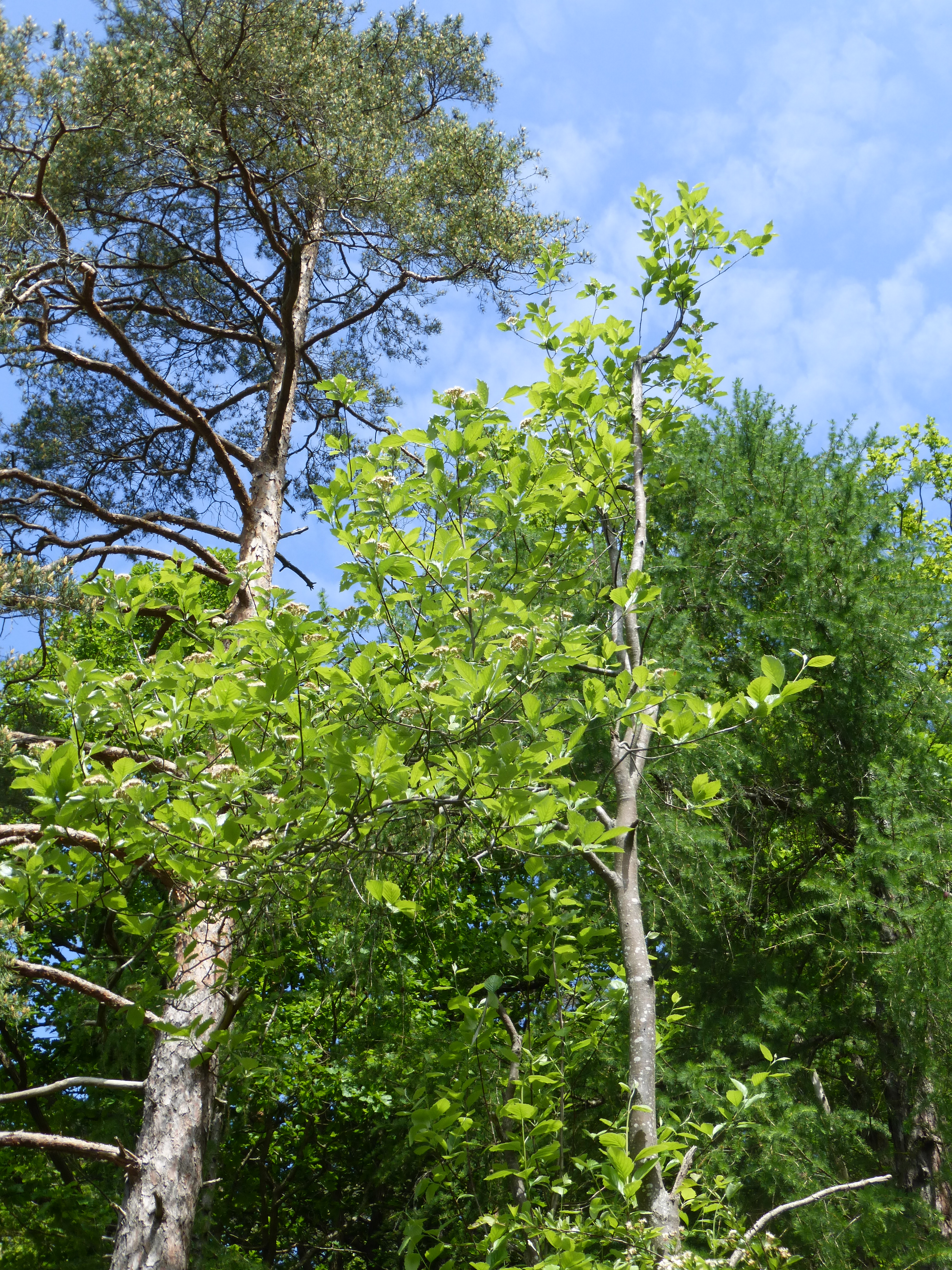
Seybold-Mehlbeere bei Werbachhausen (Baden-Württemberg) 17. Mai 2015

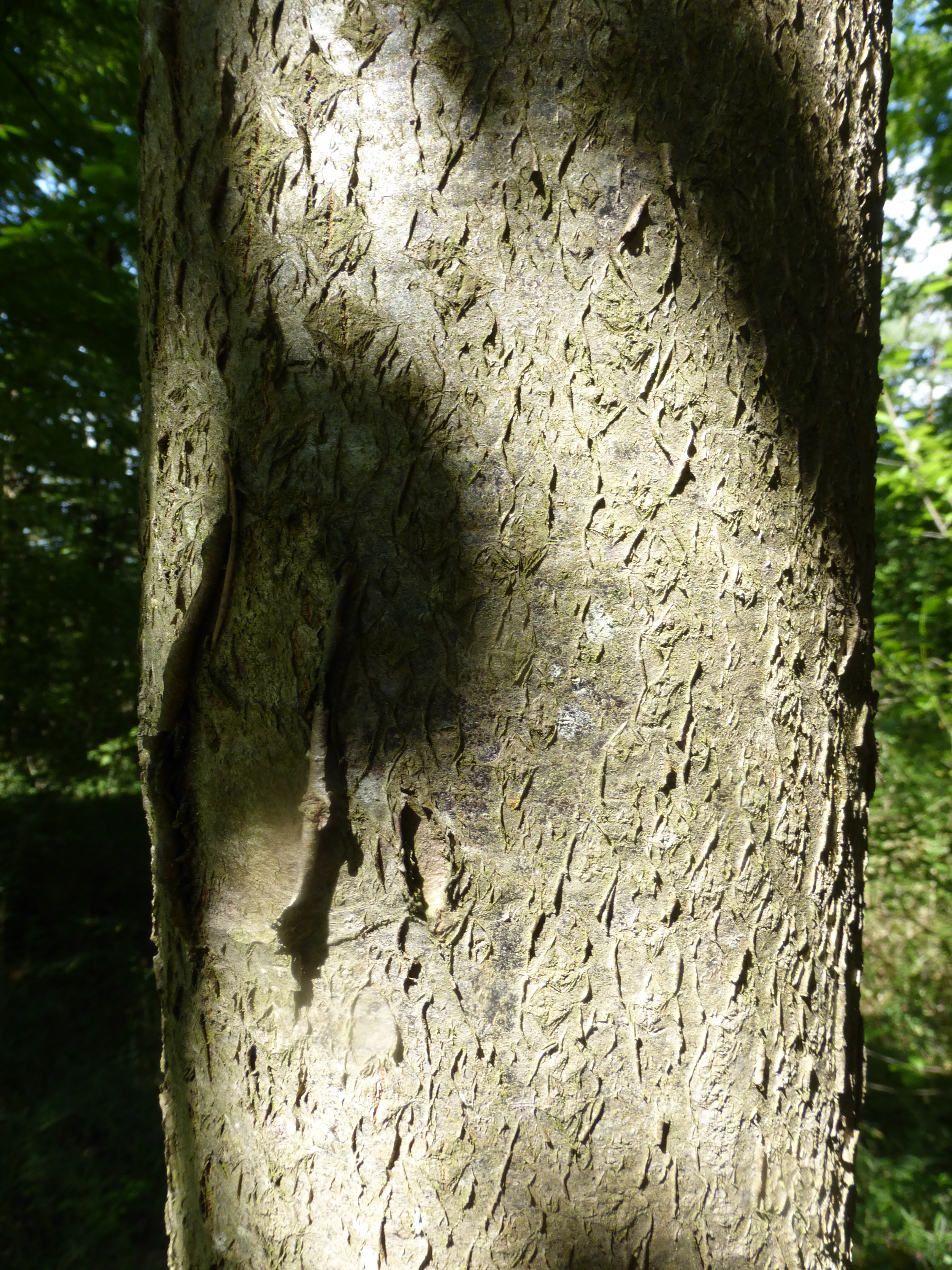
Borke der Seybold-Mehlbeere, Werbach, 6. Juli 2014

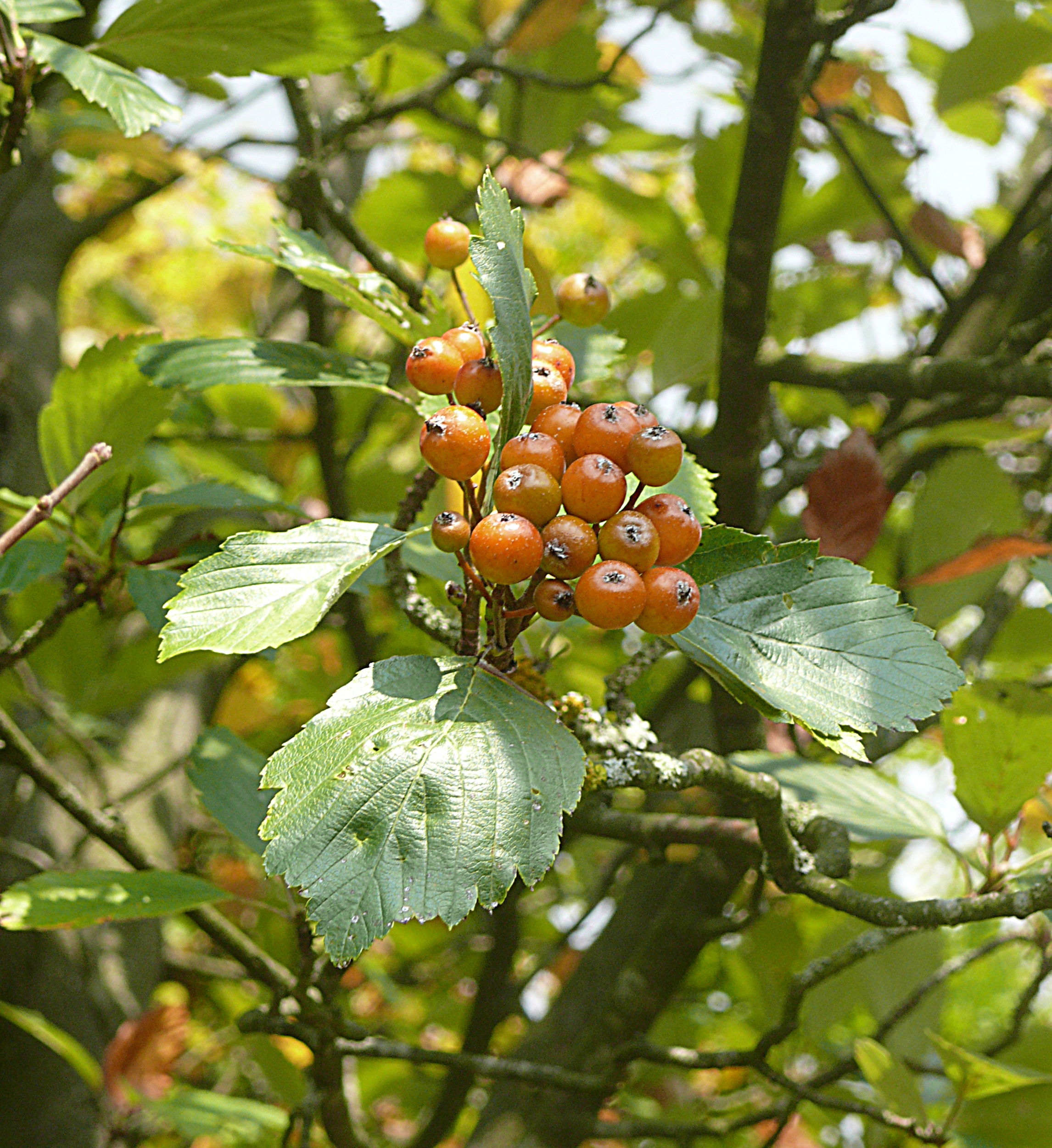
Zweig mit Laubblättern und Früchten

### Vegetative Merkmale
Die Seybold-Mehlbeere ist ein mittelgroßer Baum, der Wuchshöhen von bis zu 10 Metern, selten bis zu 20 Metern erreicht.  Ältere besonnte Bäume bilden fast nur Kurztriebe. Die grünen Blattspreiten der Kurztriebe sind 7 bis 9,5 Zentimeter lang und 4,5 bis 7 Zentimeter breit. Die Laubblätter der Langtrieb erreichen eine Länge von 8,5 bis 10,5 Zentimeter und eine Breite von 5,5 bis 8 Zentimeter. Die Blattspreite ist breit elliptisch, häufig zum Mittelnerv hin gefaltet. Die ersten fünf Blattlappen des Blattrandes sind deutlich eingeschnitten, abgerundet und auf der basalen Seite fein gesägt. Die Unterseite der Blattspreite ist graufilzig behaart. Die Blattspreite besitzt neun bis elf Blattnervenpaare.

### Generative Merkmale
Die Seybold-Mehlbeere ist triploid.
Die orangebraunen bis rötlichen Scheinfrüchte sind 11 bis 13 × 10  bis 13 Millimeter groß. Die Fruchtreife liegt Mitte bis Ende September.

## Vorkommen
Sorbus seyboldiana ist ein Lokalendemit Baden-Württembergs und Bayerns im Tauberland. Das Schwerpunktvorkommen liegt mit etwa 500 Exemplaren am Leitenberg östlich von Werbach-Werbachhausen. Sorbus seyboldiana konnte bisher in Höhenlagen von 200 bis 330 Metern nachgewiesen werden. Die Seybold-Mehlbeere wächst in alten Schafweiden und an Waldrändern.

## Gefährdung und Naturschutz
Nur wenige Vorkommen der Seybold-Mehlbeere liegen in Naturschutzgebieten. Die stattlichsten Vorkommen sind durch Nutzungsänderung stark gefährdet. Die Rote Liste der Farn- und Blütenpflanzen Deutschlands bezeichnet Sorbus seyboldiana als extrem selten. Für ihre Erhaltung ist Deutschland in besonders hohem Maße verantwortlich.

## Botanische Geschichte und Taxonomie
Im Rahmen der baden-württembergischen Waldbiotopkartierung wurden am Leitenberg im Jahr 2002 Bastard-Mehlbeeren (Sorbus latifolia agg.) kartiert. Diese Bäume wurden 2015 von Steffen Hammel und Bernd Haynold als Sorbus seyboldiana erstbeschrieben. Das Artepitheton seyboldiana ehrt den Ludwigsburger Botanikprofessor Siegmund Gerhard Seybold. Der Typusbeleg befindet sich im Naturkundemuseum Stuttgart (STU). Der Erstfund der Seybold-Mehlbeere geht auf Andreas Kneucker zurück. Er sammelte die Art am 19. Juni 1945 am Höhberg bei Werbach-Werbachhausen. Der Beleg dazu findet sich im Herbar des Staatlichen Museums für Naturkunde in Karlsruhe (KR).
Sennikov und Kurtto führen die Art seit 2017 unter dem Namen Karpatiosorbus seyboldiana; Christenhusz, Fay und Byng ordnen sie 2018 unter Pyrus seyboldiana ein.

## Quelle
- Steffen Hammel, Bernd Haynold: Sorbus seyboldiana – eine neue Mehlbeere aus Baden-Württemberg und Bayern. In: Jahreshefte der Gesellschaft für Naturkunde in Württemberg, Band 171, 2015, S. 51–68. https://ojs-jh-gfn.ub.uni-stuttgart.de/index.php/jahreshefte/article/view/95
- Steffen Hammel, Josef Simmel: Neues zur Mehlbeeren-Flora von Baden-Württemberg und Bayern aus dem Herbar des Staatlichen Museums für Naturkunde Karlsruhe, Band 88 (2022), 2023, S. 17–24.
- Alexander Sennikov, Arto Kurtto: A phylogenetic checklist of Sorbus s. l. (Rosaceae) in Europe. In: Memoranda Soc. Fauna Flora Fennica 93, Helsinki 2017, Seiten 1–78. https://journal.fi/msff/article/view/64741
- Maarten M.J. Christenhusz, Michael F. Fay, James W. Byng: The Global Flora Special Edition: GLOVAP Nomenclature Part 1, 2018.
- Detlef Metzing, Eckhard Garve, Günter Matzke-Hajek: Rote Liste und Gesamtartenliste der Farn- und Blütenpflanzen (Trachaeophyta) Deutschlands".  In: Rote Liste gefährdeter Tiere, Pflanzen und Pilze Deutschlands, Band 7: Pflanzen, Naturschutz und Biologische Vielfalt 70(7), Seiten 13–358.